# 利·迪菲
利·罗伯特·迪菲（Leigh Robert Diffey，1971年3月3日—）是一位澳大利亚裔美国赛车和田賽和徑賽评论员。利·迪菲在澳大利亚昆士蘭州长大。 在澳大利亞期間他曾是十號電視網的一員，負責播报摩托车的比赛。來到美國後，他成為NBC體育的赛车赛事首席实况播音员，先後報道一级方程式赛车、印第賽車系列賽以及NASCAR盃系列賽。